# Gare de Tsubame-Sanjō
La gare de Tsubame-Sanjō (燕三条駅, Tsubame-Sanjō-eki) est une gare ferroviaire de la ville de Sanjō, dans la préfecture de Niigata au Japon. Elle est exploitée par la JR East.

## Situation ferroviaire
La gare est située au point kilométrique (PK) 237,4 de la ligne Shinkansen Jōetsu et au PK 12,9 de la ligne Yahiko.

## Histoire
La gare a été inaugurée le 15 novembre 1982.

## Service des voyageurs

### Accueil
La gare dispose d'un bâtiment voyageurs, avec guichets, ouvert tous les jours.

### Desserte
- Ligne Yahiko :
  - direction Higashi-Sanjō et Yahiko
- Ligne Shinkansen Jōetsu :
  - voie 11 : direction Niigata
  - voies 12 et 13 : direction Tokyo